# Drozd białobrzuchy
Drozd białobrzuchy (Turdus helleri) – gatunek średniej wielkości ptaka z rodziny drozdowatych (Turdidae). Występuje endemicznie w Kenii. Zagrożony wyginięciem.

## Taksonomia
Po raz pierwszy gatunek opisał Edgar A. Mearns w 1913 na łamach Smithsonian Miscellaneous Collections. Holotyp pochodził z góry Mbololo, była to dorosła samica odłowiona przez Edmunda Hellera 9 listopada 1911 na wysokości około 1200 m n.p.m. (4000 stóp). Autor nadał nowemu gatunkowi nazwę Planesticus helleri. Obecnie (2020) Międzynarodowy Komitet Ornitologiczny umieszcza drozda białobrzuchego w rodzaju Turdus, uznając go za odrębny i monotypowy gatunek. Niektórzy autorzy uznają go za podgatunek drozda ogorzałego (T. olivaceus).

## Morfologia
Długość ciała wynosi 20–22 cm, masa ciała 53–89 g. U holotypu długość skrzydła wynosiła 108 mm, ogona – 79 mm, górnej krawędzi dzioba – 22 mm, a skoku – 30,5 mm. Głowa całkowicie czarna. Dziób i obrączka oczna pomarańczowoczerwone, jaskrowe. Pierś ciemnoszara w górnej części; niższa część piersi i reszta spodu ciała białe. Boki ciała kasztanowe.

## Zasięg występowania
Drozdy białobrzuche są znane tylko z czterech połaci lasu położonych w Taita Hills, w południowo-wschodniej Kenii: Mbololo (ok. 200 ha), Ngangao (ok. 92 ha), Chawia (ok. 50 ha) i Yale (2 ha). Pojawiło się doniesienie o obserwacji na Kasigau (około 50 km na południowy wschód od Taita Hills), jednak podczas wyprawy badawczej w 1998 nie odnaleziono tam drozdów białobrzuchych.

## Ekologia i zachowanie
Środowiskiem życia drozdów białobrzuchych są górskie lasy mgliste. Nie pojawiają się w roślinności wtórnej, w zakrzewieniach ani na obszarach upraw, jednak obszary ich obecnego zasięgu były w przeszłości objęte intensywną wycinką drzew. Zależnie od miejsca występowania zasiedlają różne wysokości: Mbololo 1800–2209 m n.p.m., Ngangao – 1700–2149 m, Chawia – ok. 1500 m n.p.m. Drozdy te preferują mocno zacienione części lasu z gęstym podszytem, grubą warstwą opadłych liści i bez roślin w runie leśnym lub z niewielkim ich zagęszczeniem. Najrzadsze są w Chawia, gdzie las jest stosunkowo świetlisty i rośnie w nim wiele krzewów. Rzadko poruszają się wyżej niż 2 m nad ziemią, jednak gniazda odnotowywano na wysokości do 10 m nad ziemią. Żywią się owocami i bezkręgowcami, skład pożywienia zmienia się sezonowo.
Okres lęgowy trwa od stycznia do czerwca, jednak dane są ograniczone; bazując na obserwacjach z badań terenowych z 2000 i 2015 można uznać, że sezon lęgowy trwa od września do marca. W zniesieniu od 1 do 3 jaj.

## Status i zagrożenia
IUCN od 2021 roku uznaje drozda białobrzuchego za gatunek zagrożony (EN, Endangered); wcześniej, od 1994 roku klasyfikowany był jako gatunek krytycznie zagrożony (CR, Critically Endangered). Liczebność populacji szacowana jest na 250–999 dorosłych osobników, a jej trend oceniany jest jako spadkowy. Zagrożeniem dla gatunku jest wycinka drzew celem pozyskania miejsca pod uprawy lub ponownego zalesienia obcymi dla obszaru drzewami. Problem stanowi również słabe połączenie między połaciami lasów, w których występują drozdy białobrzuche. Inne zagrożenia dla gatunku to pożary, drapieżnictwo gniazd i zmiany klimatu. W Chawia – najbardziej zniszczonej działalnością ludzką części zasięgu – występuje znaczne odchylenie w proporcjach płci w populacji (w stronę samców). W pozostałych częściach zasięgu różnice między odsetkiem samców i samic nie są znaczące (dane z 1998).